# 罗伯特·F·威廉姆斯
罗伯特·弗兰克林·威廉姆斯（英語：Robert Franklin Williams，1925年2月26日—1996年10月15日），美国民权运动领袖、作家。
他于1950年代至1961年担任美国全国有色人种协进会（NAACP）的北卡罗来纳州门罗分会主席，任内成功使门罗的有色人种和白人的公共图书馆和游泳池融合，并以此而知名。在种族关系高度紧张以及遭受官方虐待的时候，威廉姆斯在美国提倡武装黑人自卫。他从全国步枪协会获得许可，成立了一个步枪俱乐部，用以防止门罗的黑人遭受三K党及其他攻击者的袭击。NAACP在当地的分会支持自由乘车者，他们于1961年夏前往门罗，对整合州际巴士进行测试。1961年8月，他与妻子离开美国长达数年，以避免因为自由乘车者到达门罗后发生的暴力行动中的绑架行为而遭北卡罗来纳州的指控。1975年回国后遭审判时被撤销了这些指控。作为一个黑人民族主义者，他于1961年至1969年流亡期间居住在古巴和中国。
著有《黑人与枪支》（Negroes with Guns）一书，该书多次重印，详细介绍了他在暴力种族主义方面的经历以及对民权运动非暴力派系的异议。该书具有广泛的影响力，黑豹党创始人休伊·牛顿和非裔美国人防御同盟的创始人Mauricelm-Lei Millere都深受其影响。